# Stadion an der Hafenstraße
Das Stadion an der Hafenstraße ist ein Fußballstadion im Essener Stadtteil Bergeborbeck. Es ist Austragungsort der Heimspiele von Rot-Weiss Essen in der 3. Fußball-Liga der Männer sowie der SGS Essen in der Frauen-Bundesliga. Das Stadion ist im Besitz der Stadt Essen. Der Rot-Weiss Essen e. V. erwarb nach einer Fundraising-Aktion die Namensrechte. Seit Januar 2022 heißt die Anlage für mindestens fünf Jahre Stadion an der Hafenstraße.

## Geschichte

### Planungs- und Bauphase

Logo in der Bauphase

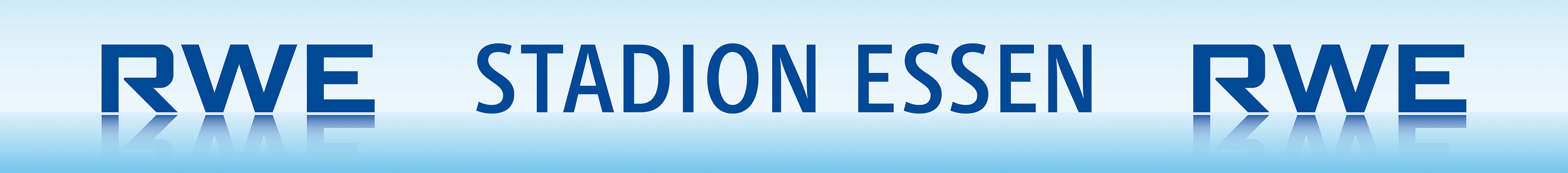
Logo bis 2022

Bereits lange zuvor war klar, dass Essen ein neues Stadion benötigt. Mehrere Gutachten hatten bestätigt, dass die über 60 Jahre alte Haupttribüne des Georg-Melches-Stadions (welches schon von 1939 bis 1964 den Namen Stadion an der Hafenstraße trug) baufällig war. Daraufhin beschloss der Rat der Stadt Essen in einer außerordentlichen Sitzung am 28. Oktober 2010, nachdem am 28. April 2010 der Oberbürgermeister der Stadt Reinhard Paß eine Beteiligung der Stadt beim Stadionneubau ausgeschlossen hatte, doch den Neubau eines Stadions mit einer Kapazität von rund 20.000 Zuschauern.
Zuvor war bereits am 8. August 2009, kurz vor den Kommunalwahlen in Essen, ein symbolischer Anstoß auf dem Gelände des neuen Stadions erfolgt. Kurz nach dem symbolischen Anstoß wurde der erste Teil der Nordtribüne des alten Stadions abgerissen und mit ersten Erdarbeiten begonnen.
Mit den Hochbauarbeiten wurde am 1. April 2011 begonnen; die Fertigstellung der ersten betriebsfähigen Bauphase und die damit verbundene Eröffnung war am 12. August 2012. Nach Vollendung der Vorarbeiten (unter anderem Einrichtung einer Baustraße und die Untergrundarbeiten) begannen am 1. April 2011 die Rohbauarbeiten. Die Rohbauarbeiten des Warmgebäudes mit Haupttribüne und die Gasttribüne wurden im Januar 2012 fertiggestellt, die Gegentribüne im April 2012. Nach Vollendung der einzelnen Tribünen wurden die Tribünendächer montiert. Die Tribünendächer haben eine transluzente Oberfläche und sind freischwebend, so dass dem Zuschauer keine störenden Pfeiler die Sicht verstellen.
Am 30. März 2012 wurde im Rohbau des Warmgebäudes das Richtfest gefeiert. Im weiteren Verlauf der Bauarbeiten wurden bis zum August 2012 das Warmgebäude mit u. a. Kabinen, Doping- und Schiedsrichterräumen, V.I.P.-Bereiche, Geschäftsstelle und Fanshop von Rot-Weiss Essen sowie WC-Anlagen und Kiosks des Haupttribünenbereichs und der anderen beiden Tribünen fertiggestellt.
Kurz vor der Eröffnung des Stadions wurde am 7. August 2012 von der RWE Deutschland AG, die den größten Teil der Finanzierung mit Ausnahme der Stadt mit Sparkasse übernommen hatte und somit die Namensrechte am Stadion erhielt, der Stadionname bekannt gegeben. Das Stadion soll wie auch in der Planungs- und Bauphase Stadion Essen heißen.
Nach dem Umzug des Vereins im Sommer 2012 konnte mit Errichtung der Heimtribüne das Stadion komplettiert werden. Das alte Georg-Melches-Stadion wurde abgerissen und auf der Fläche ein Parkplatz errichtet, der Ende März 2014 in Betrieb genommen wurde.
Die Gesamtkosten für die Errichtung des Stadions belaufen sich auf 64 Millionen Euro, davon 49,5 Mio. Euro für Bau- und Baunebenkosten, 11,6 Mio. Euro für „Vorlauf- und Beratungskosten“ und 2,9 Mio. Euro „sonstige Kosten“, darunter für die Untersuchung des Baugrundes. Ursprünglich waren bei der Beschlussfassung im Jahr 2009 Kosten von 31 Millionen Euro vorgesehen, wobei diese Schätzung schon 2012 auf 42,5 Millionen Euro angehoben wurde. Zur Deckung der Finanzierungslücke waren auch Mittel aus der Instandhaltungsrücklage für das Museum Folkwang zweckentfremdet worden.
Die Betriebskosten belaufen sich im Jahr 2016 auf mindestens zwei Millionen Euro, wobei die Stadt Essen den Betrieb des Stadions mit 1,5 Mio. Euro jährlich bezuschusst.

### Eröffnung

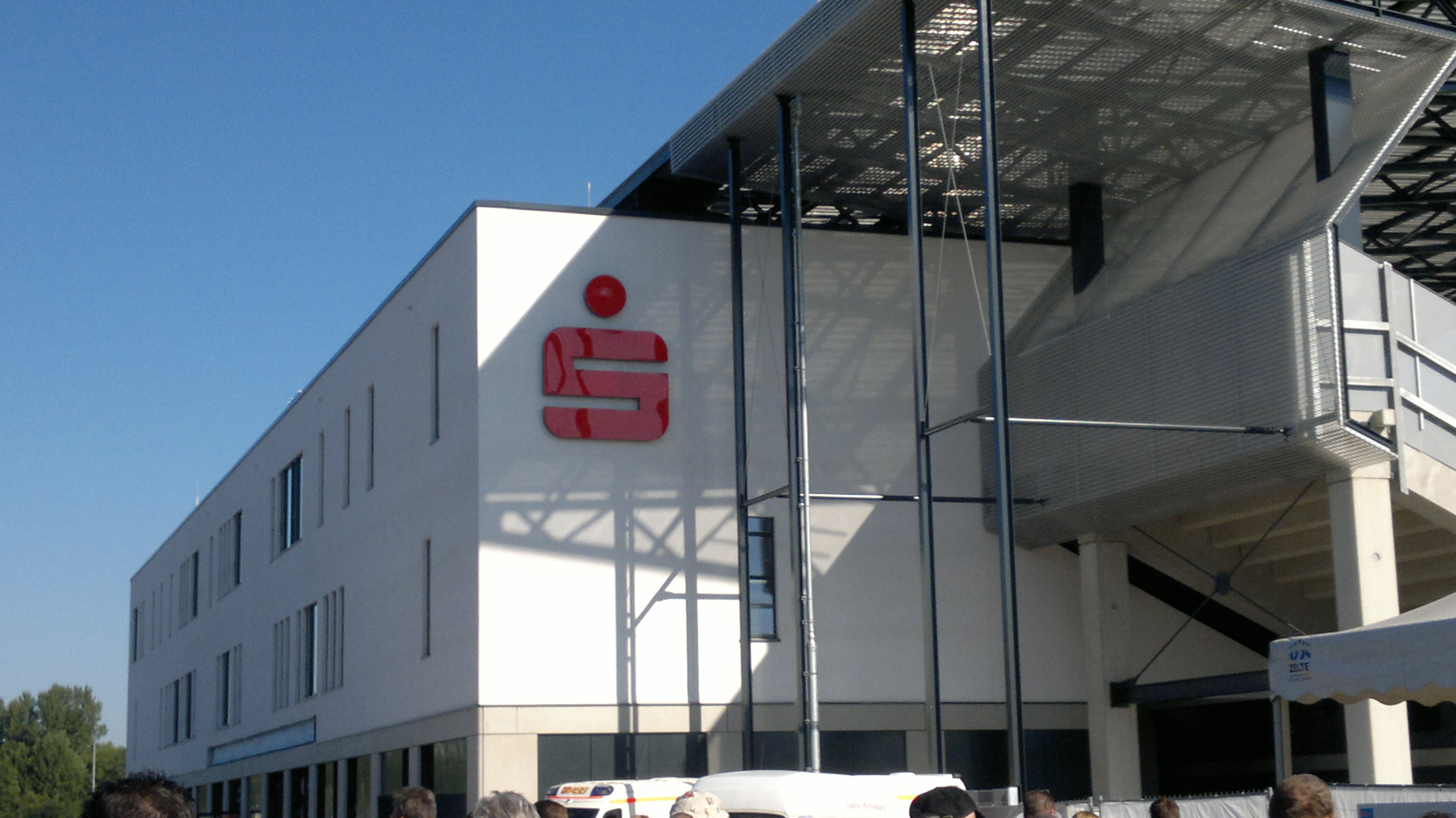
Die Haupttribüne am Eröffnungstag

Die Eröffnung des neuen Stadions war am 12. August 2012, an dem Tag sollte die Mannschaft von Rot-Weiss Essen ursprünglich gegen eine Essener Amateurfußball-Auswahl spielen und die Spielerinnen der SGS Essen gegen den 1. FFC Frankfurt. Letzten Endes spielte die A-Jugend von Rot-Weiss Essen gegen die A-Jugend von Borussia Dortmund. Darauf folgte das Spiel der Damen, in welchem zehn Minuten vor Ende die Mannschaft vom 1. FFC Frankfurt gegen elf Spieler von Rot-Weiss Essen ausgetauscht wurde. Die A-Jugend von Rot-Weiss Essen siegte mit 3:2, die Damen der SGS Essen verloren 0:3 gegen den 1. FFC Frankfurt und die Herren des RWE schlugen die Damen der SGS mit 1:0.
Nach der Fertigstellung der letzten Tribüne kurz vor Saisonbeginn 2013/14 fand ein Eröffnungsspiel zwischen Rot-Weiss Essen und Werder Bremen (0:2) statt. Vor 11.513 Zuschauern wurde das fertiggestellte Stadion am 6. August 2013 eröffnet.
Erstmals mit über 20.000 Zuschauern ausverkauft war das Stadion am 8. April 2014 beim Halbfinalspiel des Niederrhein-Pokals von Rot-Weiss Essen gegen den MSV Duisburg.
Beim Spiel der Fußball-Regionalliga West vom 13. Spieltag am 26. Oktober 2014 zwischen Rot-Weiss Essen und der SG Wattenscheid 09 gelang es, durch eine Zuschauerzahl von 14.415 den zwischenzeitlichen Zuschauerrekord in der Regionalliga aufzustellen.

### Wasserschaden im Sommer 2013
In der Nacht zum Freitag, 26. Juli 2013, brach im Untergeschoss der Haupttribüne des Stadions Essen eine Wasserleitung und setzte die gesamte untere Etage etwa 1,15 Meter unter Wasser. Das für den darauf folgenden Samstag angesetzte Meisterschaftsspiel von Rot-Weiss Essen gegen Viktoria Köln musste abgesagt werden, da das gesamte Stadion nicht betriebsfähig war. Auf der betroffenen Etage befinden sich alle Umkleide- und Schiedsrichterräume sowie die Mixed-Zone und der Hauptverteiler der Stadion-Elektrik. Um das Stadion kurzfristig wieder betriebsfähig zu machen, wurde hinter jeder Tribüne ein Diesel-Generator zur Stromversorgung der jeweiligen Tribüne aufgestellt und hinter der Haupttribüne wurden Container, in denen Schiedsrichter- und Umkleide-Räume untergebracht waren, aufgestellt. Der Schaden wurde auf rund 1,5 Millionen Euro geschätzt.
In den Folgemonaten wurde unter anderem der gesamte Bodenbelag und Estrich entfernt sowie die Elektrik und die Wasserleitungen erneuert. Das Untergeschoss der Haupttribüne wurde im März 2014 wieder in Betrieb genommen.

### Ausbau
Die Stadt Essen und Rot-Weiss Essen wollen das Stadion ausbauen, um mehr Zuschauerplätze zu schaffen. Eine bereits erstellte Machbarkeits-Studie soll dafür weitergeführt werden. Durch den Ausbau soll die Zuschauerzahl auf 27.000 erhöht werden. Die Planungszeit wird auf ein Jahr geschätzt. Der Baubeginn wurde für 2024 angestrebt, wodurch das Stadion bereits zur Saison 2026/27 erweitert gewesen wäre. Am 24. April 2024 ist die Planungsleistung für den Ecken-Ausbau des Stadions an der Hafenstraße konkretisiert und beschlossen worden.
Ende März 2025 wurde eine Ratsvorlage erstellt, die der Rat der Stadt Essen in seiner Sitzung vom 9. April 2025 beschließen sollte. Danach ist als Baubeginn der 1. Juli 2026 geplant. Neben dem Ausbau der Stadionkapazität soll die Akustik verbessert werden. Durch Photovoltaikanlagen und modernisierte zentrale Stadionbereiche soll das Stadion nachhaltiger werden. Der Tagesordnungspunkt wurde allerdings vertagt. Grund ist eine fehlende Einigung über die künftige Pacht ab 2027 zwischen Verein und der städtische Grundstücksverwaltung. Um den Zeitplan zu halten, wäre eine Einigung bis zur letzten Ratssitzung vor dem politischen Sommerpause am 2. Juli 2025 erforderlich.

## Das Stadion

Stadionplan des Stadions Essen

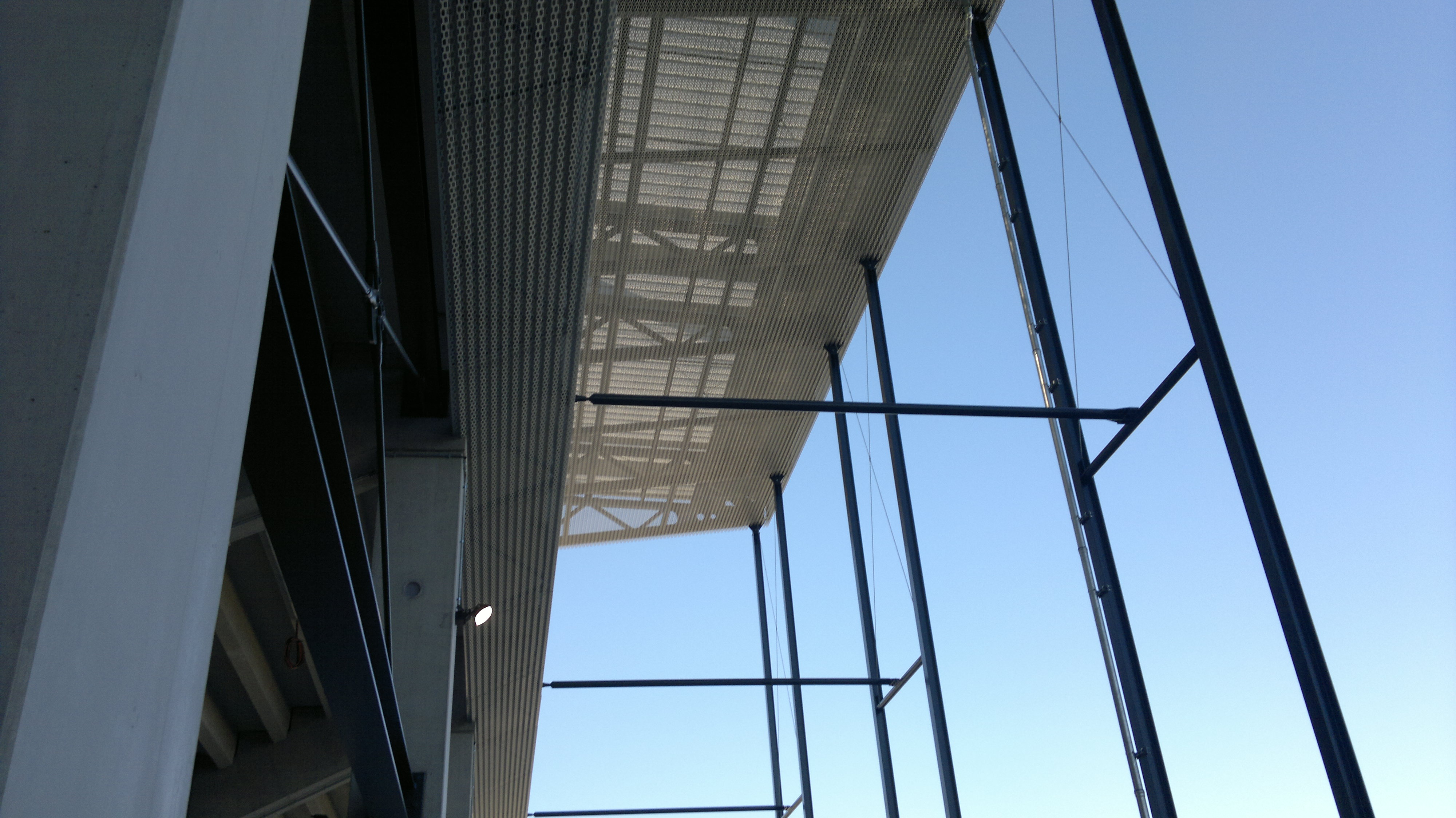
Dachkonstruktion (Außenseite)

In seiner aktuellen Ausbaustufe ist das Stadion ein klassisches Einrangstadion mit 32 Sitz- bzw. Stehreihen. Es fasst rund 20.000 Zuschauer und entspricht den Vorgaben des DFB für die Regionalliga, die 3. Liga und die 2. Bundesliga. Es kann außerhalb des normalen Spielbetriebs auch für Veranstaltungen genutzt werden.
In einer zweiten Ausbaustufe könnten die Ecken geschlossen und das Stadion so auf eine Kapazität von 27.000 Zuschauern vergrößert werden. Auch eine dritte Ausbaustufe wäre möglich, bei der ein Oberrang auf das Stadion gesetzt würde, um die Kapazität um weitere 7.000 Plätze auf 34.000 zu erhöhen.
Das Warmgebäude verfügt über vier Etagen: Im Untergeschoss befinden sich die Spieler und Pressebereiche sowie Lagerräume des Catering und die Mixed-Zone. Im Erdgeschoss befindet sich die Geschäftsstelle von Rot-Weiss Essen, der Fan-Shop des Vereins, der Gastronomiebereich Kulturfreunde 97A sowie weitere Küchen- und WC-Bereiche. Das 1. Obergeschoss belegt ausschließlich der Businessbereich Assindia. Im letzten und 2. Obergeschoss befinden sich die VIP-Logen, die Einsatzzentrale von Ordnungs- und Sanitätsdienst, Polizei und Feuerwehr sowie die Kabine des Stadionsprechers.
Unter jeder der vier Tribünen sind jeweils vier Sanitäranlagen untergebracht, wobei die unter der Haupttribüne etwas kleiner ausfallen. Unter der Haupttribüne befindet sich zusätzlich noch ein Kiosk. An der Gegentribüne sind zwei Kioske, die Polizeiwache und eine der zwei Filialen des AWO-Fanprojekts zu finden. Die Gast- und die Heimtribüne verfügen jeweils über drei Kioske und die Heimtribüne über die zweite Filiale des AWO-Fanprojekts.
Insgesamt befinden sich um das Stadion herum sieben Kassenhäuschen, davon jeweils zwei an der Gegen-, Gast- und Heimtribüne und eines vor dem Warmgebäude. Dazu verfügt das Stadion noch, mit Ausnahme des Warmgebäudes, über neun Zugänge.
Im August 2021 wurde unter dem Dach der Gottschalk-Tribüne eine 42 m² große LED-Anzeigetafel installiert.
Im Rahmen von Baumaßnahmen, die bis Ende der Saison 2021/22 stattfanden, wurde ein weiterer Doppelzaun zwischen den Blöcken G1 und G2 errichtet. Dadurch kann der Glock G2 nun wahlweise dem Heim- oder Gästebereich zugeschlagen und bei entsprechendem Bedarf auch ein Gäste-Sitzblock geöffnet werden. Durch die Maßnahme sank die Kapazität des Stadions leicht auf 19.962 Zuschauer.

## Zahlen und Fakten
Gegenwärtig bietet das Stadion an der Hafenstraße 20.352 Plätze.
| Kapazitäten                  | Kapazitäten                  |
| ---------------------------- | ---------------------------- |
| Bruttokapazität              | 20.352                       |
| Stehplätze                   | 9.040                        |
| Sitzplätze                   | 9.747 (ohne V.I.P./Business) |
| Im optimalen 90 m Sichtkreis | 19.950                       |
| Im max. Sichtkreis 190 m     | 700                          |
| Ehrengäste                   | 1.930                        |
| Businesssitze                | 1.061                        |
| Anzahl Logen                 | 11                           |
| Logenplätze/Ehrengäste       | 274                          |
| Medienplätze                 | 138                          |
| Rollstuhlplätze + Begleiter  | 46 + 46                      |

| Stellplätze               | Stellplätze |
| ------------------------- | ----------- |
| Schiedsrichter, Personal  | 16          |
| Ü-Wagen, Mannschaftsbusse | 5           |
| VIP                       | 130         |
| Sonstige                  | 711         |
| Busse Gäste               | 15          |
| Einsatzfahrzeuge          | 1.500 m²    |
| Fahrräder                 | 125         |

| Tribüne & Tribünenabstände | Tribüne & Tribünenabstände |
| -------------------------- | -------------------------- |
| Einrangtribüne:            |                            |
| Reihenzahl                 | 32                         |
| Stufentiefe                | 90 cm (Businesstribüne)    |
| Stufentiefe                | 80 cm (Regeltribüne)       |
| Stufentiefe                | 40 cm (Stehtribüne)        |
| Abstand zum Spielfeld      | 8,65 m–10,10 m             |
| Tribünenneigung            | 20,05°–26,5°               |
| Logentribüne:              |                            |
| Reihenzahl                 | 3                          |
| Stufentiefe                | 90 cm                      |
| Abstand zum Spielfeld      | 28,5 m                     |